# Cuterebra semiatra
Cuterebra semiatra är en tvåvingeart som först beskrevs av Christian Rudolph Wilhelm Wiedemann 1830.  Cuterebra semiatra ingår i släktet Cuterebra och familjen styngflugor. Inga underarter finns listade i Catalogue of Life.